# BL Lacertae
BL Lacertae (abbreviato BL Lac), un tempo ritenuta una stella variabile, è un blazar, nonché il prototipo della classe di oggetti BL Lacertae o Lacertidi. Questa classe di oggetti si distingue per uno spettro ottico privo delle ampie righe d'emissione tipiche dei quasar.
La magnitudine apparente di BL Lacertae varia in periodi di tempo abbastanza brevi fra ca 14 e 17; la sua posizione nel cielo per l'epoca J2000.0 è RA 22h 02m 43.3s, DEC +42° 16′ 40″. Il suo redshift di z = 0.07 corrisponde ad una velocità di recessione di 21 000 km/s rispetto alla Via Lattea e ad una distanza di 900 milioni di anni luce.

## Storia delle osservazioni
Nel 1929 l'oggetto, di apparenza puntiforme, venne catalogato come stella variabile e per tanto ricevette una denominazione da stella variabile: BL Lac. La scoperta avvenne da parte di Cuno Hoffmeister, a Sonneberg.
Nel 1968, al David Dunlap Observatory venne identificato da John Schmitt come una luminosa e variabile radiosorgente, e si osservarono deboli tracce della luminosità della galassia che ospita questo oggetto.
Nel 1974, Oke e Gunn misurarono il suo redshift di z = 0.07.